# Kókusz-szigeteki guvat
A kókusz-szigeteki guvat (Gallirallus philippensis andrewsi) a madarak osztályának darualakúak (Gruiformes) rendjébe, a guvatfélék (Rallidae) családjába tartozó szalagos guvat (Gallirallus philippensis) alfaja.

## Előfordulása
Az Indiai-óceánban lévő, Ausztráliához tartozó Kókusz (Keeling)-szigetek területén honos. A természetes élőhelye sós tengerpartok, lápok, mocsarak, tavak, tengerparti lagúnák, folyók és patakok környéke.

## Életmódja
Tápláléka többnyire rákokból, kagylókból, férgekből és egyéb gerinctelenekből (pl. rovarok) áll, de növényeket, magvakat, gyümölcsöket, békákat, tojásokat és dögöt is fogyaszt.